# Васильченко, Илья Сергеевич
Илья Сергеевич Васильченко — советский хозяйственный, государственный и политический деятель, Герой Социалистического Труда.

## Биография
Родился в 1909 году в селе Зеленьки. Член КПСС.
С 1925 года — на хозяйственной, общественной и политической работе. В 1925—1975 гг. — комсомольский и партийный работник в Киевской области, организатор сельскохозяйственного производства в Киевской области Украинской ССР, участник Великой Отечественной войны в составе 434-го стрелкового полка 169-й стрелковой дивизии и 699-го стрелкового полка 393-1 стрелковой дивизии (I), председатель колхоза «Россия» Тальновского района Черкасской области.
Указом Президиума Верховного Совета СССР от 31 декабря 1965 года присвоено звание Героя Социалистического Труда с вручением ордена Ленина и золотой медали «Серп и Молот».
Делегат XXIII съезда КПСС.
Умер до 1985 года.